# Gobierno y política de Corea del Norte

Bandera de la República Popular Democrática de Corea.

La República Popular Democrática de Corea se define a sí misma como un "Estado popular socialista", rigiéndose a través de un sistema de partido único o unipartidismo y un muy fuerte predominio estatal sobre los medios de producción. Su histórico líder supremo Kim Il-Sung, fallecido en 1994, detentaba el título de Presidente eterno de la República. La ideología juche, variante coreana del leninismo, es la línea oficial de pensamiento del Estado, según el artículo 3 de la Constitución norcoreana de 1972. La estructuración de los organismos de Corea del Norte siguen el principio del denominado centralismo democrático, basado originalmente en el modelo marxista.
Todo ciudadano mayor de 17 años puede participar en las elecciones y también puede ser candidato en las mismas.

## Constitución
La Constitución que rige la República Popular Democrática de Corea es la Constitución Socialista de 1972, aprobada el 27 de diciembre de 1972, la cual fue revisada y completada en 1993 y enmendada en 1998.

## Partidos políticos

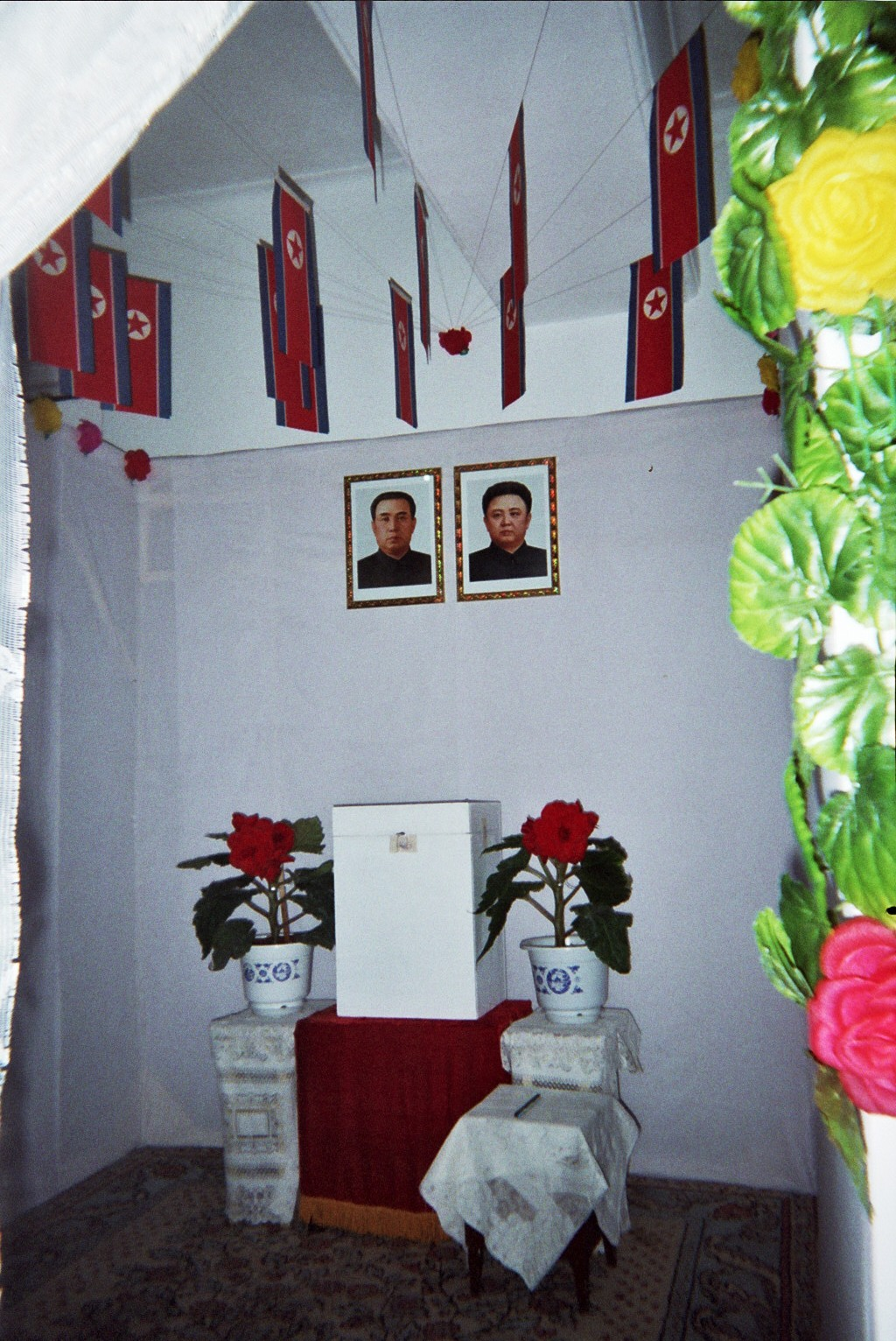
Un centro electoral norcoreano.

El Partido del Trabajo de Corea (a veces conocido por sus siglas en inglés, WPK), fundado en 1945 con definiciones marxista-leninistas y posteriormente redefinido como Juche, es el principal partido político. El Partido Socialdemócrata de Corea y el Partido Chondoista Chong-u estuvieron unidos en el Frente Democrático para la Reunificación de la Patria, creado en junio de 1945 y disuelto en marzo de 2024.Jóvenes y mujeres están organizados en la Liga de la Juventud Patriótica Socialista y en la Unión de Mujeres Socialistas de Corea. Hay elecciones cada cinco años, como norma general.

## La Asamblea Suprema del Pueblo
Ejerce el poder legislativo y está compuesta por los 687 diputados elegidos mediante sufragio general. Las elecciones para la Asamblea se realizan cada cinco años.
Es el organismo encargado de aprobar, modificar o complementar las leyes, ratificar las leyes aprobadas por el Comité Permanente, elegir o revocar al presidente de la Comisión Nacional de Defensa de la RPDC, elegir o revocar al primer ministro del Consejo de Ministros, entre otras atribuciones.

### Comité Permanente de la Asamblea Suprema del Pueblo
Su plazo de mandato es el mismo que el de la Asamblea Suprema del Pueblo. Tiene poderes más amplios aún que la Asamblea Suprema, aunque responde ante ella. El presidente del Comité Permanente es el representante del Estado.

## Consejo de Ministros
Ejerce el poder ejecutivo. Está compuesto por el primer ministro, los vice primeros ministros, los presidentes de los comités, los ministros y otros miembros. Su plazo de mandato coincide con el de la Asamblea Popular Suprema. El primer ministro organiza y dirige las labores del Consejo de Ministros y es el que representa al gobierno. El Consejo de Ministros es responsable ante la Asamblea Nacional Suprema.

## Comisión Nacional de Defensa de Corea del Norte
Es el máximo órgano de dirección militar, éste comanda el Ejército. Su actual presidente es el propio líder supremo del Estado, Kim Jong-un.

## Asambleas Populares Locales
Son los órganos locales de poder. Pueden ser Asambleas Populares de Provincia, Municipales o de Distrito. Las Asambleas Populares Locales están formadas por diputados elegidos mediante sufragio general. Son elegidas cada cuatro años. Entre sus atribuciones se encuentran el analizar y ratificar el plan de desarrollo de su respectiva localidad y el informe de su ejecución; el examinar y ratificar el presupuesto local y el informe de su ejecución; adoptar medidas para la ejecución de las leyes en sus respectivas localidades; elegir o revocar a los jueces del tribunal respectivo o bien anular las decisiones de los comités populares respectivos.

### Comités Populares Locales
Están formados por el presidente, los vicepresidentes, el secretario y los demás miembros. Su plazo de mandato coincide con el de las Asambleas Populares Locales.
Ejecutan las resoluciones, decretos y directivas de la Asamblea Popular Local respectiva, además de ejecutar y organizar todas las tareas administrativas de la de la localidad respectiva, se encarga de ejecutar la ley.